# جیمز دروری
جیمز دروری (انگلیسی: James Drury؛ زادهٔ ۱۸ آوریل ۱۹۳۴ – درگذشته ۶ آوریل ۲۰۲۰) یک هنرپیشه اهل ایالات متحده آمریکا بود. وی بین سال‌های ۱۹۵۵ تا ۲۰۰۵ میلادی فعالیت می‌کرد.

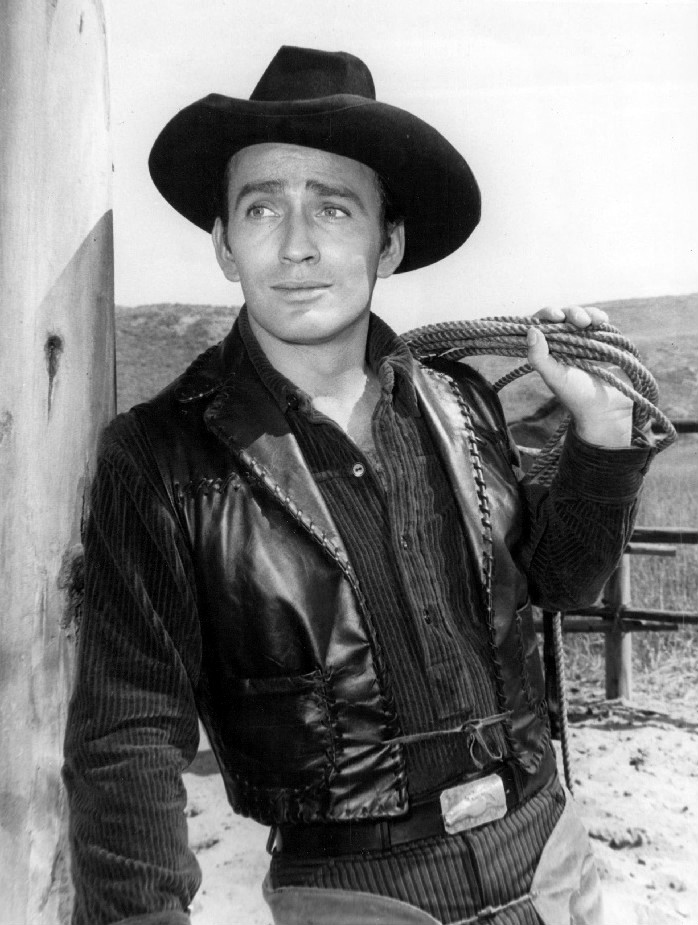
ویرجینیایی

از فیلم‌ها یا برنامه‌های تلویزیونی که وی در آن نقش داشته‌است می‌توان به اسلحه‌ها در بعد از ظهر و آخرین واگن و سریال ویرجینیایی اشاره کرد.